# Doddahullenahalli, Chiknayakanhalli
Doddahullenahalli là một làng thuộc tehsil Chiknayakanhalli, huyện Tumkur, bang Karnataka, Ấn Độ.